# Wspólnota administracyjna Thannhausen
Wspólnota administracyjna Thannhausen – wspólnota administracyjna (niem. Verwaltungsgemeinschaft) w Niemczech, w kraju związkowym Bawaria, w rejencji Szwabia, w regionie Donau-Iller, w powiecie Günzburg. Siedziba wspólnoty znajduje się w mieście Thannhausen.
Wspólnota administracyjna zrzesza jedną gminę miejską (Stadt), jedną gminę targową (Markt) oraz jedną gminę wiejską (Gemeinde):: 
- Balzhausen, 1 186 mieszkańców, 14,64 km²
- Münsterhausen, gmina targowa, 1 958 mieszkańców, 18,48 km²
- Thannhausen, miasto, 5 967 mieszkańców, 20,02 km²

ratusz